# Denver Broncos 2007
La stagione 2007 dei Denver Broncos è stata la 38ª della franchigia nella National Football League, la 48ª complessiva e la 12ª con Mike Shanahan come capo-allenatore. Una sconfitta contro gli Houston Texans nella settimana 15 e una vittoria dei San Diego Chargers la domenica successiva li ha esclusi dai playoff per la seconda stagione consecutiva. Il record di 7–9 è stato il peggiore dei Broncos dal 1999, la loro ultima stagione con un bilancio negativo (quando terminarono 6–10).

## Calendario

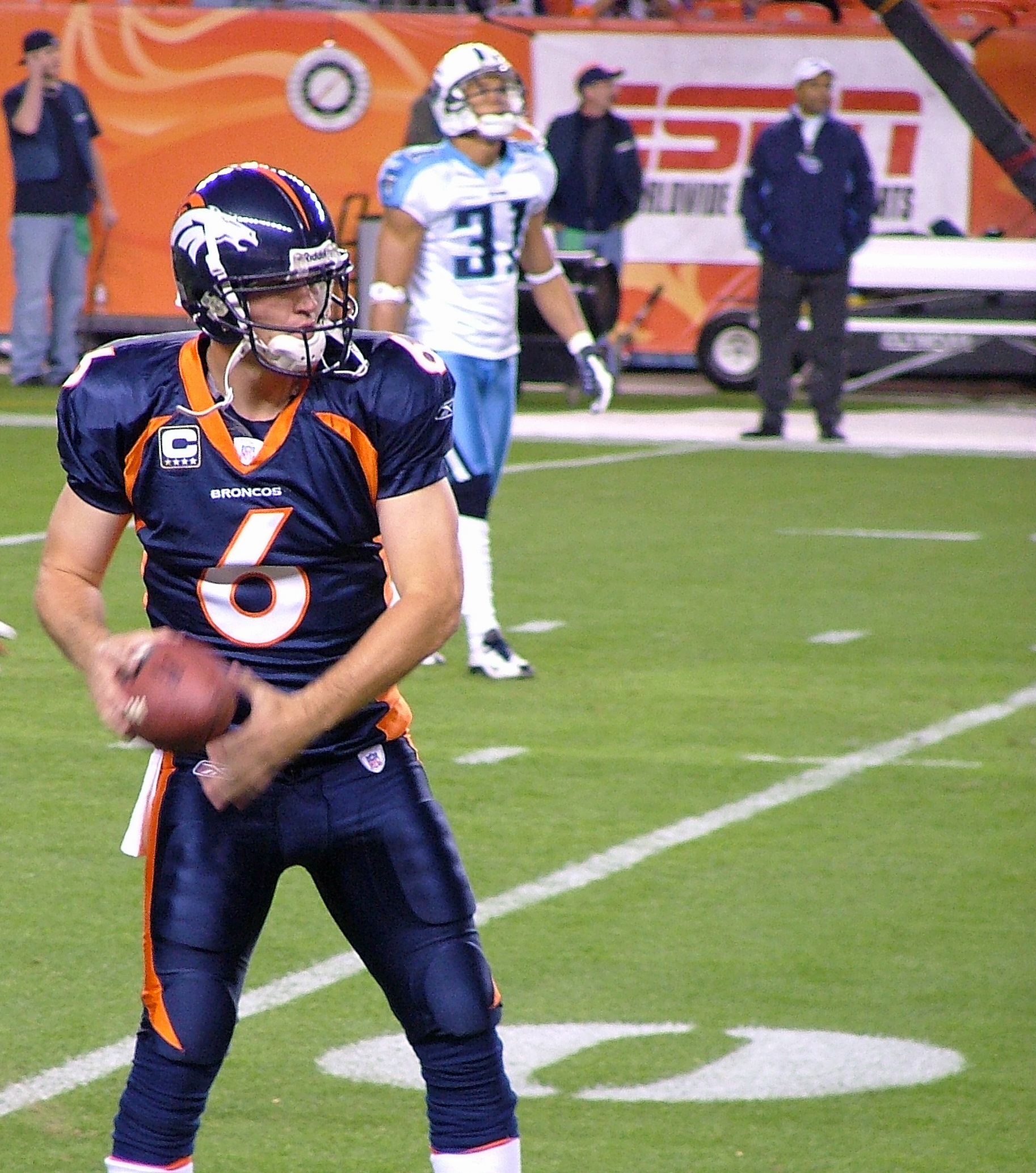
Il quarterback Jay Cutler il 19 novembre nella gara contro i Tennessee Titans

| Stagione regolare |                    |                      |                            |                    |                    |                    |                    |
| Turno             | Data               | Avversario           | Stadio                     | Risultato          | Record             | Pubblico           | Sintesi            |
| 1                 | 9/9                | Buffalo Bills        | Ralph Wilson Stadium       | V 15–14            | 1–0                | 71,132             | Recap              |
| 2                 | 16/9               | Oakland Raiders      | INVESCO Field at Mile High | V 23–20 (DTS)      | 2–0                | 76,784             | Recap              |
| 3                 | 23/9               | Jacksonville Jaguars | INVESCO Field at Mile High | S 23–14            | 2–1                | 76,463             | Recap              |
| 4                 | 30/9               | Indianapolis Colts   | RCA Dome                   | S 38–20            | 2–2                | 57,274             | Recap              |
| 5                 | 7/10               | San Diego Chargers   | INVESCO Field at Mile High | S 41–3             | 2–3                | 76,879             | Recap              |
| 6                 | Settimana di pausa | Settimana di pausa   | Settimana di pausa         | Settimana di pausa | Settimana di pausa | Settimana di pausa | Settimana di pausa |
| 7                 | 21/10              | Pittsburgh Steelers  | INVESCO Field at Mile High | V 31–28            | 3–3                | 77,038             | Recap              |
| 8                 | 29/10              | Green Bay Packers    | INVESCO Field at Mile High | S 19–13 (DTS)      | 3–4                | 77,160             | Recap              |
| 9                 | 4/11               | Detroit Lions        | Ford Field                 | S 44–7             | 3–5                | 60,783             | Recap              |
| 10                | 11/11              | Kansas City Chiefs   | Arrowhead Stadium          | V 27–11            | 4–5                | 77,368             | Recap              |
| 11                | 19/11              | Tennessee Titans     | INVESCO Field at Mile High | V 34–20            | 5–5                | 76,590             | Recap              |
| 12                | 25/11              | Chicago Bears        | Soldier Field              | S 37–34 (DTS)      | 5–6                | 62,148             | Recap              |
| 13                | 2/12               | Oakland Raiders      | McAfee Coliseum            | S 34–20            | 5–7                | 61,990             | Recap              |
| 14                | 9/12               | Kansas City Chiefs   | INVESCO Field at Mile High | V 41–7             | 6–7                | 75,895             | Recap              |
| 15                | 13/12              | Houston Texans       | Reliant Stadium            | S 31–13            | 6–8                | 70,747             | Recap              |
| 16                | 24/12              | San Diego Chargers   | Qualcomm Stadium           | S 23–3             | 6–9                | 65,477             | Recap              |
| 17                | 30/12              | Minnesota Vikings    | INVESCO Field at Mile High | V 22–19 (DTS)      | 7–9                | 76,084             | Recap              |

## Classifiche
| AFC West               | AFC West | AFC West | AFC West | AFC West | AFC West | AFC West | AFC West | AFC West | AFC West |
|                        | V        | S        | P        | %        | DIV      | CONF     | PF       | Ps       | Str.     |
| ---------------------- | -------- | -------- | -------- | -------- | -------- | -------- | -------- | -------- | -------- |
| (3) San Diego Chargers | 11       | 5        | 0        | .688     | 5–1      | 9–3      | 412      | 284      | V6       |
| Denver Broncos         | 7        | 9        | 0        | .438     | 3–3      | 6–6      | 320      | 409      | V1       |
| Kansas City Chiefs     | 4        | 12       | 0        | .250     | 2–4      | 3–9      | 226      | 335      | S9       |
| Oakland Raiders        | 4        | 12       | 0        | .250     | 2–4      | 4–8      | 283      | 398      | S4       |